# Paulsdorf (Adelsgeschlecht)

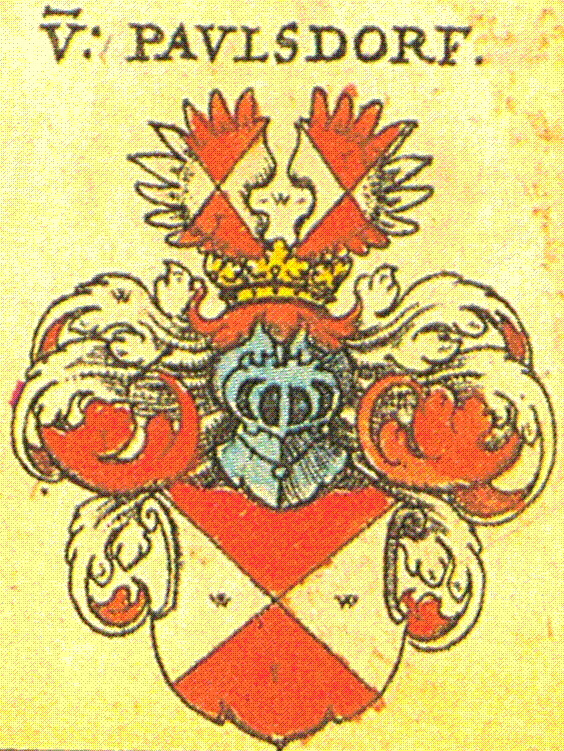
Wappen derer von Paulsdorf nach Siebmachers Wappenbuch

Die Familie von Paulsdorf ist ein altes bayerisches Adelsgeschlecht.

## Geschichte

### Ursprung
Die Familie von Paulsdorf hatte ihren Stammsitz bei Paulsdorf bei Hiltersdorf. Mehrere Ortschaften namens Paulsdorf, in der heutigen Oberpfalz, Tschechien, Sachsen und Polen, deuten auf eine gemeinsame Siedlungsgeschichte hin. Die Familie ist bis 1622 in Freudenberg nachgewiesen.

### Verbreitung
Verbreitung nach heutigen Ortsbezeichnungen und Regionen:
- Oberpfalz und Bayerischer Wald: Bernhardswald, Freudenberg, Moosbach, Mötzing, Wiesenfelden
- Tschechien: Ejpovice (deutsch: Eipowitz), Poustka (deutsch: Oed)

### Persönlichkeiten
- Johann von Paulsdorf, errichtete 1019 eine Kapelle, an deren Stelle heute die Wallfahrtskirche St. Jodok steht[1][2]
- Konrad von Paulsdorf, erhält 1280 Burg Wernberg von den Landgrafen von Leuchtenberg[3]
- Konrad II. von Paulsdorf, 1304 erster nachweisbarer Pfleger in Burgtreswitz[4]
- Konrad III. Paulsdorfer, 1292 der Besitzer von Haselbach
- Conrad IV. Paulsdorfer, 1347 Besitzer von Haselbach und von Ettmannsdorf
- Anna von Paulsdorf ⚭ 1. Burkhart von Seckendorff-Jochsberg († 1365 zu Gunzenhausen) 2. Conrad von Hürnheim zu Hochaltingen (+ vor 5.2.1375), kaufte am 5. Februar 1375 einen Teil an der Burg zu Lepfenburg, heute Laufenbürg, Ortsteil von Wassertrüdingen[5]
- Nikolaus Paulsdorfer, 1387 Pfleger in Schwandorf
- Wilhelm Paulsdorfer, 1433 in der Schlacht bei Hiltersried
- Sibylla von Paulsdorff, Äbtissin im Kloster Obermünster Regensburg (1479–1500)[6]
- Agnes II. von Paulsdorff, Äbtissin im Kloster Obermünster Regensburg (1500– ?)
- Stanislaus von Paulsdorf, 1505 Besitzer von Eipowitz (heute: Ejpovice)
- Wilhelm von Paulsdorf, verheiratet mit Helena von Ortenburg († 25. März 1525)[7]
- Wandula von Paulsdorf, heiratet 1544 den Ritter Georg von Hegnenberg

## Wappen
Das Wappen der Paulsdorfer ist schräg geviert in Rot und Silber.

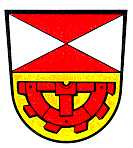
Wappen der Gemeinde Freudenberg
Wappen von Wiesenfelden
Wappen von Bernhardswald, nur die Farben Rot und Silber erinnern an das Geschlecht